# Julio Llamazares
Julio Alonso Llamazares (Vegamián, León, 28 de marzo de 1955) es un novelista, escritor de viajes, poeta y guionista de cine español.
Fue dos veces finalista del Premio Nacional de Literatura de España por sus novelas Luna de lobos (1985) y La lluvia amarilla (1988).

## Biografía
Nació en el desaparecido pueblo leonés de Vegamián, donde su padre, Nemesio Alonso, trabajaba como maestro nacional poco antes de que la localidad quedase inundada por el embalse del Porma.
Aunque nació accidentalmente en Vegamián, su familia procede del pueblo leonés de La Mata de Bérbula (también llamado La Matica), ubicado en la cuenca del río Curueño y cuya descripción está recogida en su libro de viajes El río del olvido. Tras la destrucción de Vegamián se muda con su familia a Olleros de Sabero, en la cuenca carbonífera de Sabero. La infancia en ambos pueblos marca, en adelante, su vida; también lo hará con parte de su obra.
Licenciado en Derecho, abandonó el ejercicio de la profesión para dedicarse al periodismo escrito, radiofónico y televisivo en Madrid, donde reside actualmente. 
En 1983 comenzó a escribir Luna de lobos, su primera novela (1985), y en 1988 publicó La lluvia amarilla. Ambas fueron finalistas al Premio Nacional de Literatura en la modalidad de Narrativa. Tras estas obras, en Escenas de cine mudo (1994) dio forma literaria a algunas de sus experiencias de niñez. 
En 2016 quedó finalista del Premio de la Crítica de Castilla y León con su novela Distintas formas de mirar el agua. Antes del fallo del premio, emitió un comunicado anunciando que no aspiraba a él y que lo rechazaría en caso de que le fuera concedido. En una convocatoria anterior (2014) ya había sido candidato a dicho galardón, con Las lágrimas de San Lorenzo, sin obtenerlo.

## Obra literaria
Julio Llamazares afirma que su visión de la realidad es poética. Su forma de escribir está muy pegada a la tierra, podríamos decir que es un escritor romántico en el sentido original, que es el de la conciencia de escisión del hombre con la naturaleza, de la pérdida de una edad de oro ficticia porque nunca ha existido.
Sus obras las caracterizan el intimismo, el uso de un lenguaje preciso y el exquisito cuidado en las descripciones.
Así, en ellas incursiona en diversos géneros:
- la literatura de viajes,[5] en El río del olvido (1990), que narra el viaje a pie que realizó por la ribera del Curueño durante el verano de 1981; o Cuaderno del Duero (1999), crónica del recorrido a lo largo de las provincias por las que transcurre el río, que concluyó en Trás-os-Montes (1998), publicado originalmente por capítulos en el periódico El País con el título Un viaje portugués.
- el ensayo, presente en narraciones como El entierro de Genarín (1981) o los retratos de Los viajeros de Madrid (1998);
- disciplinas periodísticas como el artículo de opinión y el reportaje, de los que ha publicado recopilaciones como En Babia (que reúne su producción en estos géneros entre 1986-1991) o Nadie escucha (1991-1995) y en las que se reafirma en su tesis de que «el periodismo es otra faceta de la literatura, también forma parte del afán de contar».

Como poeta se le vincula a la generación de los ochenta o postnovísimos. 
Narrativa
- El entierro de Genarín (1981), relato
- Luna de lobos (1985), novela[6]
- La lluvia amarilla (1988), novela[7]
- Escenas de cine mudo (1994), relatos
- En mitad de ninguna parte (1995), relatos
- Tres historias verdaderas (1998), relatos
- Los viajeros de Madrid (1998), relatos
- El cielo de Madrid (2005), novela
- Tanta pasión para nada (2011), relatos
- Las lágrimas de San Lorenzo (2013), novela
- Distintas formas de mirar el agua (2015), novela
- Vagalume (2023), novela

Poesía
- La lentitud de los bueyes (1979)
- Memoria de la nieve (1982)

Colaboraciones en prensa
- En Babia (1991)
- Nadie escucha (1995)
- Entre perro y lobo (2008)

Viajes
- El río del olvido (1990)
- Trás-os-Montes (1998)
- Cuaderno del Duero (1999)
- Las rosas de piedra (2008)
- Atlas de la España imaginaria (2015)
- El viaje de Don Quijote (2016)
- Las rosas del sur (2018)
- Primavera extremeña (2020)

Guiones cinematográficos
- Retrato de bañista (1984)
- El filandón (1985)
- Luna de lobos (1987)
- La fuente de la edad (1991)
- El techo del mundo (1995)
- Flores de otro mundo (1999)
- Elogio de la distancia (2009)

## Premios
- 1978: Premio Antonio González de Lama
- 1982: Premio Jorge Guillén
- 1983: Premio Ícaro
- 1986: Finalista Premio Nacional de Literatura
- 1988: Libro de Oro de la CEGAL
- 1989: Finalista Premio Nacional de Literatura
- 1992: Premio de Periodismo El Correo Español-El Pueblo Vasco
- 1993: Premio Nonino
- 1994: Premio Cardo d'Oro
- 1999: Premio de la Semana Internacional de la Crítica en el Festival Internacional de Cannes
- 2019: Premio Nueva Cultura del Territorio (modalidad de Divulgación), de la Asociación Española de Geografía y el Colegio de Geógrafos

## Citas
- La lentitud de los bueyes

«Mi voz será como un paréntesis de duda.»
«Con la primera palabra nace el miedo y, con el miedo se incendia la hojarasca del conocimiento y del olvido.»
- La lluvia amarilla

«Fue el principio del fin, la iniciación del largo e interminable adiós en que a partir de entonces, se convirtió mi vida. Como la luz del sol, cuando se abre una ventana después de muchos años, rasga la oscuridad y desentierra bajo el polvo objetos y pasiones ya olvidados, la soledad entró en mi corazón e iluminó con fuerza cada rincón y cada cavidad de mi memoria.»
- El río del olvido

«Los caminos más desconocidos son los que tenemos más cerca del corazón.»
«El paisaje es memoria.»
«Para el hombre romántico, el paisaje es, además, la fuente primera y principal de la melancolía.»